# Dầu hào
Dầu hào là một loại nước sốt được chế biến bằng cách chế biến hàu. Được dùng phổ biến nhất hiện nay là một thứ gia vị màu nâu sẫm nhớt làm từ đường, muối và nước với bột ngô, có mùi vị tinh chất hoặc chiết xuất từ loài hàu. Một số phiên bản có thể tối sẫm như màu caramel, mặc dù dầu hào chất lượng cao tối sẫm tự nhiên. Thường được dùng trong các món ăn Quảng Đông, Thái, Việt và Khmer.